# Demokrata Párt (Olaszország)
A Demokrata Párt (Partito Democratico, PD) Olaszország legnagyobb balközép pártja 2007. október 14-én jött létre különböző balközép és centrista pártok egyesülésével, melyek L'Ulivo (magyarul: olajfa) néven indultak a 2006-os általános olasz választásokon is.

## Története

### Olajfa (L'Ulivo)
Az 1990-es évek elején, amikor feloszlott az Olasz Kommunista Párt, egy baloldali alternatíva létrehozása érdekében Romano Prodi, korábbi baloldali kereszténydemokrata vezetésével létrejött a L'Ulivo nevű balközép koalíció, melybe beletartozott a Baloldali Demokratikus Párt (Partito Democratico della Sinistra, PDS), az Olasz Néppárt (Partito Popolare Italiano, PPI), a Zöldek Szövetsége (Federazione dei Verdi), az Olasz Megújulás (Rinnovamento Italiano, RI), az Olasz Szocialisták (Socialisti Italiani, SI) és a Demokratikus Unió (Unione Democratico, UD). A koalíció megnyerte az 1996-os választásokat. 2002-ben csatlakozott hozzá a centrista Demokrácia Szabadsága - Margaréta (Democrazia è Libertà - La Margherita, DL) párt is.
2003-ban Romano Prodi javaslatára a balközép koalíció közös jelölteket indított az EP-választásokon. A koalíció Egyesült Olajfa néven futott, s 31,1%-ot ért el. A 2006-os általános olasz választásokon a pártkoalíció 31,3%-ot szerzett meg a szavazatokból.

### Az új párthoz vezető út
A 2006-os választási eredmény nyomán Romano Prodi javasolta egy egységes balközép párt létrehozását. A 2007. április 17-én tartott kongresszuson, a párttagok 75%-a szavazott az egyesülés mellett. Ennek nyomán 2007. október 14-én létrejött az egységes Partito Democratico, nyolc korábbi párt egyesüléseként:
- Democratici di Sinistra, DS (szociáldemokrata)
- Democrazia è Libertà, DL (centrista)
- Partito Democratico Meridionale, PDM (centrista)
- Progetto Sardegna, PS (szociáldemokrata)
- Movimento Repubblicani Europei, MRE (szociálliberális)
- Repubblicani Democratici, RD (szociálliberális)
- Italia di Mezzo, IDM (kereszténydemokrata)
- Alleanza Riformista, AR (szociáldemokrata)

## Ideológia
A párt egy gyűjtőpártként funkcionál, amelyet alapjaiban balközép irányzat és a keresztény baloldal határoz meg. A párt alapítók közös emlékezettudatában élénken él az Olasz Ellenállási Mozgalom, Olaszország alkotmányának 1947-es megírása és, az úgynevezett történelmi kiegyezés (compromesso storico). 
A pártnak négy irányzata van, ami a párt ideológiáit adja:
- Szociáldemokrácia: A párt legfőbb irányzata, amely az egykori Baloldali Demokratikus Párt tagjait foglalja magában, magukat szociáldemokratának vallják és fontosnak tartják a szociális ügyeket és a munkvállalók érdekképviseletét. Az irányzat meghatározó politikusai: Nicola Zingaretti, Massimo D’Alema, Pier Luigi Bersani, Enrico Rossi és Roberto Speranza.
- Keresztény Baloldal: Az irányzat képviselői, keresztény értékrendet képviselik, akik az egykori Kereszténydemokrata Párt baloldali szárnyához tartoztak.
- Szociálliberalizmus: az egykori Olasz Republikánus Párt és Olasz Liberális Párt politikusai találhatók meg az irányzatban.
- Zöld irányzat: az egykori Zöldek Szövetsége párt tagjai vannak az irányzatban.

Matteo Renzi által fémjelzett politikai irányzat megnevezése számos esetben vitatott volt, sokan a liberálisnak és populistának tartották.  A Corriere della Sera egyik újságírója, Maria Teresa Meli  szerint Renzi "egy olyan precíz modellt alkalmaz, amit a brit Munkáspárt és a clintoni Demokrata Pártból vett át és egyszerre vegyíti ezt a gazdasági szférában alkalmazott liberális politikájával és a populizmussal. Ez azt jelenti, hogy egyfelől harcolni fog a szakszervezeti konföderációk privilégiumai ellen, másfelől viszont hevesen fogja támadni, a bankárokat és a Confindustriat". 

## Választási eredmények

### Parlamenti választások
| Választások | Szavazatok | %    | Képviselőházi mandátumok | Szenátusi mandátumok | Kormányzat  | Listavezető        |
| ----------- | ---------- | ---- | ------------------------ | -------------------- | ----------- | ------------------ |
| 2008        | 12,434,260 | 33.1 | 217 / 630                | 118 / 315            | Ellenzék    | Walter Veltroni    |
| 2013        | 8,934,009  | 25.5 | 297 / 630                | 112 / 315            | Kormánypárt | Pier Luigi Bersani |
| 2018        | 6,161,896  | 18.8 | 112 / 630                | 54 / 315             | Ellenzék    | Matteo Renzi       |
| 2022        | 5,356,180  | 19.1 | 69 / 400                 | 40 / 200             |             | Enrico Letta       |

### Regionális Tanácsok
| Régió neve            | Választás éve | Szavazatok száma | %    | Elnyert tanácsosi mandátumok | +/− |
| --------------------- | ------------- | ---------------- | ---- | ---------------------------- | --- |
| Valle d’Aosta         | 2020          | 10,106 (3.)      | 15.3 | 7 / 35                       | 7   |
| Piemont               | 2019          | 430,902 (2nd)    | 22.4 | 10 / 51                      | 17  |
| Lombardia             | 2018          | 1,008,496 (2nd)  | 19.2 | 16 / 80                      | 1   |
| Bolzano autonóm megye | 2018          | 10,806 (7th)     | 3.8  | 1 / 35                       | 1   |
| Trento autonóm megye  | 2018          | 35,530 (2nd)     | 13.9 | 5 / 35                       | 2   |
| Veneto                | 2020          | 244,881 (3rd)    | 11.9 | 7 / 51                       | 2   |
| Friuli-Venezia Giulia | 2018          | 76,423 (2nd)     | 18.1 | 10 / 49                      | 10  |
| Emilia-Romagna        | 2020          | 749,976 (1st)    | 34.7 | 23 / 50                      | 7   |
| Liguria               | 2020          | 124,586 (2nd)    | 19.9 | 7 / 31                       | 1   |
| Toszkána              | 2020          | 560,981 (1st)    | 34.7 | 23 / 41                      | 2   |
| Marche                | 2020          | 156,394 (1st)    | 25.1 | 8 / 31                       | 6   |
| Umbria                | 2020          | 93,296 (2nd)     | 22.3 | 5 / 21                       | 6   |
| Lazio                 | 2018          | 539,131 (2nd)    | 21.2 | 18 / 51                      | 6   |
| Abruzzo               | 2019          | 66,796 (3rd)     | 11.1 | 4 / 31                       | 7   |
| Molise                | 2018          | 13,122 (3rd)     | 9.0  | 2 / 21                       | 1   |
| Campania              | 2018          | 398,490 (1st)    | 16.9 | 9 / 51                       | 7   |
| Puglia                | 2020          | 289,188 (1st)    | 17.3 | 17 / 51                      | 3   |
| Szardínia             | 2019          | 96,235 (1st)     | 13.5 | 8 / 60                       | 11  |
| Basilicata            | 2019          | 22,423 (5th)     | 7.7  | 3 / 21                       | 9   |
| Calabria              | 2020          | 118,249 (1st)    | 15.2 | 6 / 31                       | 8   |
| Szicília              | 2017          | 250,633 (3rd)    | 13.0 | 12 / 70                      | 11  |

## Fordítás
- Ez a szócikk részben vagy egészben  a   Democratic Party (Italy) című angol Wikipédia-szócikk ezen változatának fordításán alapul.  Az eredeti cikk szerkesztőit annak laptörténete sorolja fel. Ez a jelzés csupán a megfogalmazás eredetét és a szerzői jogokat jelzi, nem szolgál a cikkben szereplő információk forrásmegjelöléseként.